# 2084: نهاية العالم
2084: نهاية العالم (بالفرنسية: 2084. La fin du monde) هي رواية للكاتب الجزائري بوعلام صنصال، صدرت عام 2015 عن دار غاليمار في 20 أغسطس 2015. رواية ديستوبيا 2084 مستوحاة من رواية جورج أورويل 1984 وتدور أحداثها في عالم شمولي إسلامي في أعقاب محرقة نووية. منحت بالاشتراك مع رواية Les Prepondérants لهادي قدور، الجائزة الكبرى للأكاديمية الفرنسية لعام 2015. كما أختيرت كأفضل كتاب لهذا العام من قبل مجلة Lire.
ترجم أليسون أندرسون الرواية إلى الإنجليزية ونشرتها دار Europe Editions في 31 يناير 2017 (ردمك 9781609453664).

## الشخصيات
- آبي - "مندوب" يولا على الأرض؛ تحمل الاسم نفسه لأبيستان
- عاطي – بطل الرواية الذي يبدأ بالتشكيك في شرعية العالم الذي بناه النبي آبي ويسعى لكشف الحقيقة
- كوا - صديق ورفيق عاطي في بحثه عن الحقيقة
- ناس – عالم آثار يقوم باكتشاف مهم.
- توز - جامع غامض للقطع الأثرية القديمة يساعد عاطي

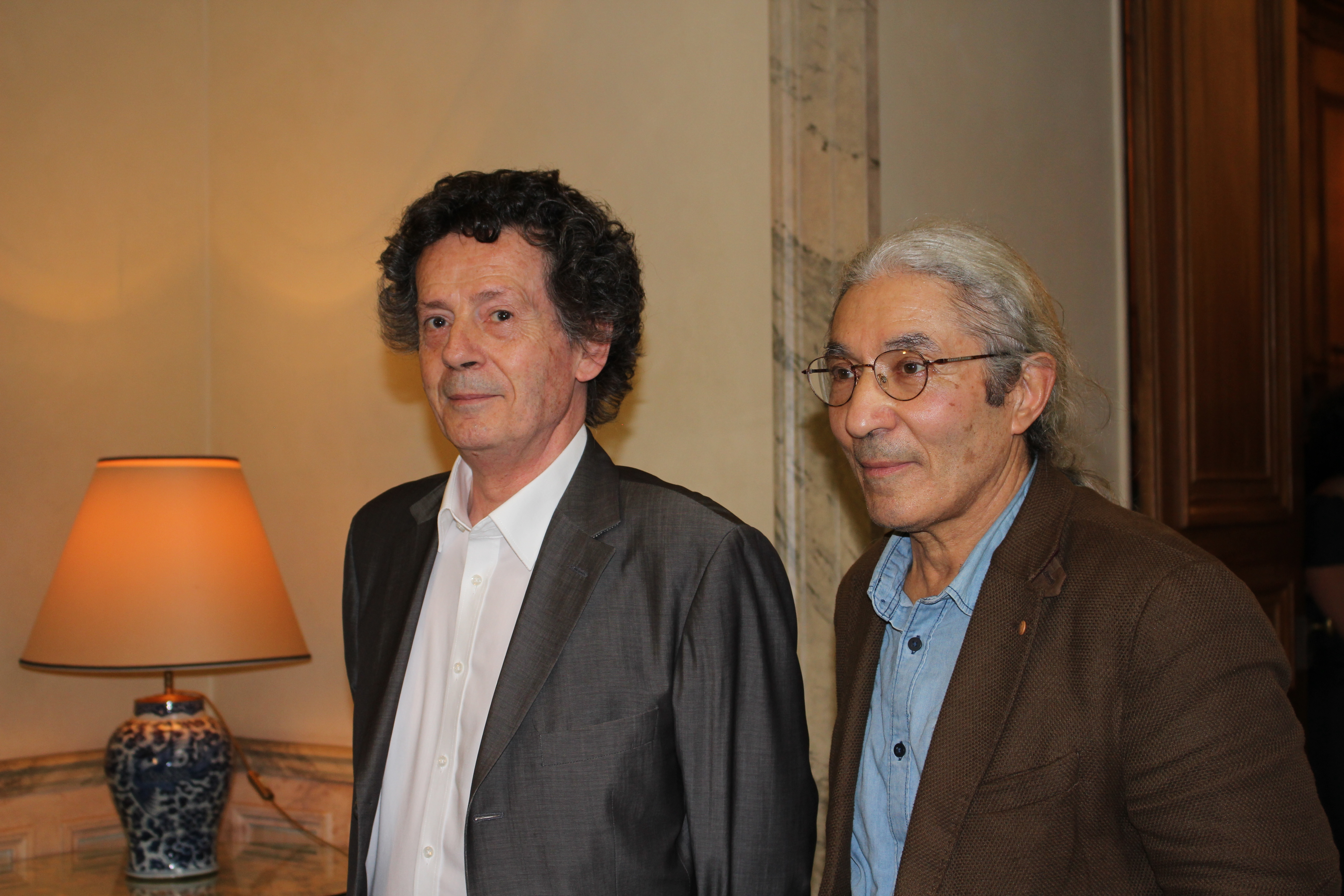
هادي قدور (يسار) وبوعلام صنصال (يمين) في الأكاديمية الفرنسية لاستقبال الجائزة الكبرى للرواية من الأكاديمية الفرنسية.

- يولا - الرب